# Grund (Lussemburgo)
Grund (in lussemburghese Gronn) è un quartiere della città di Lussemburgo, capitale del Granducato omonimo.
Esso si trova nella valle sotto il centro di Lussemburgo, attraversato dal fiume Alzette ed, oltre ad essere un'area pittoresca, è una zona caratterizzata da una trafficata vita notturna alla quale si può accedere solo a piedi o con un ascensore che scende attraverso la scogliera del fiume.
Nel 2023 aveva una popolazione di 1 008 abitanti.

## Monumenti e luoghi d'interesse
- Abbazia di Neimënster

## Galleria d'immagini

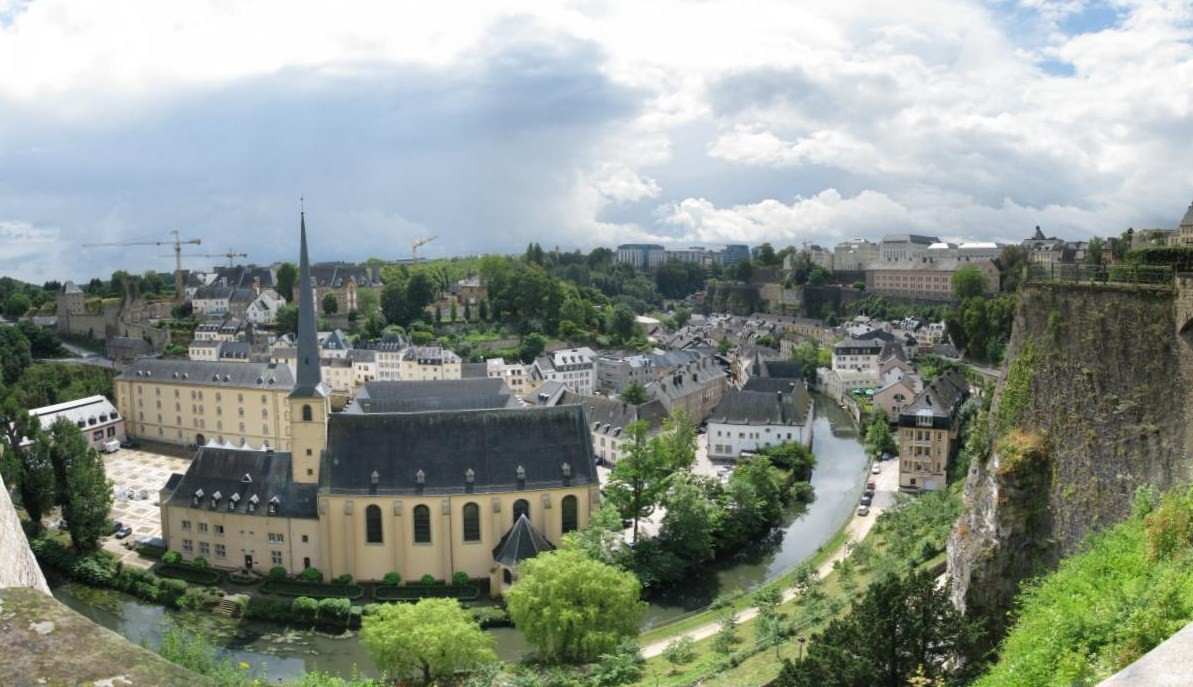
Grund
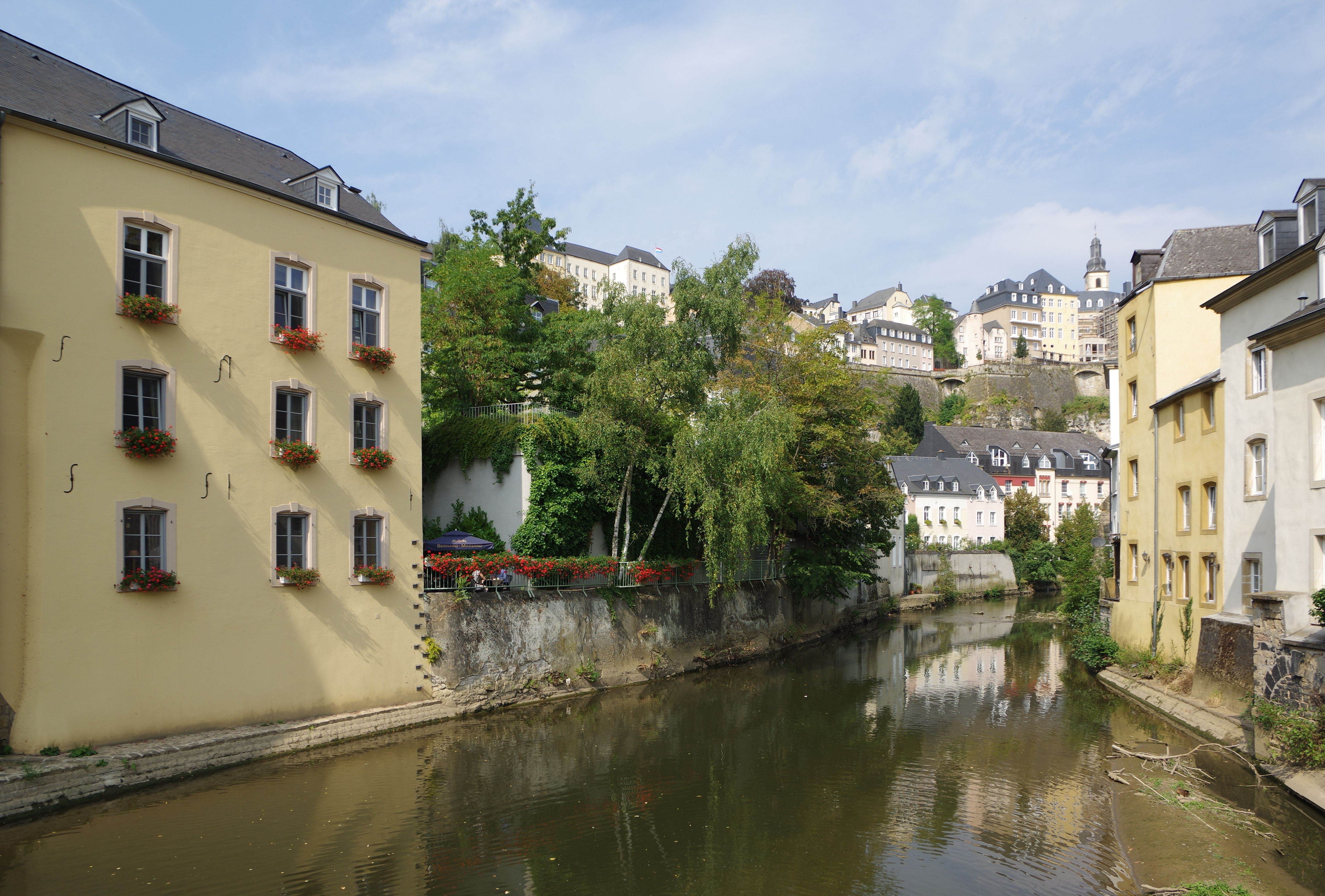
Il fiume Alzette
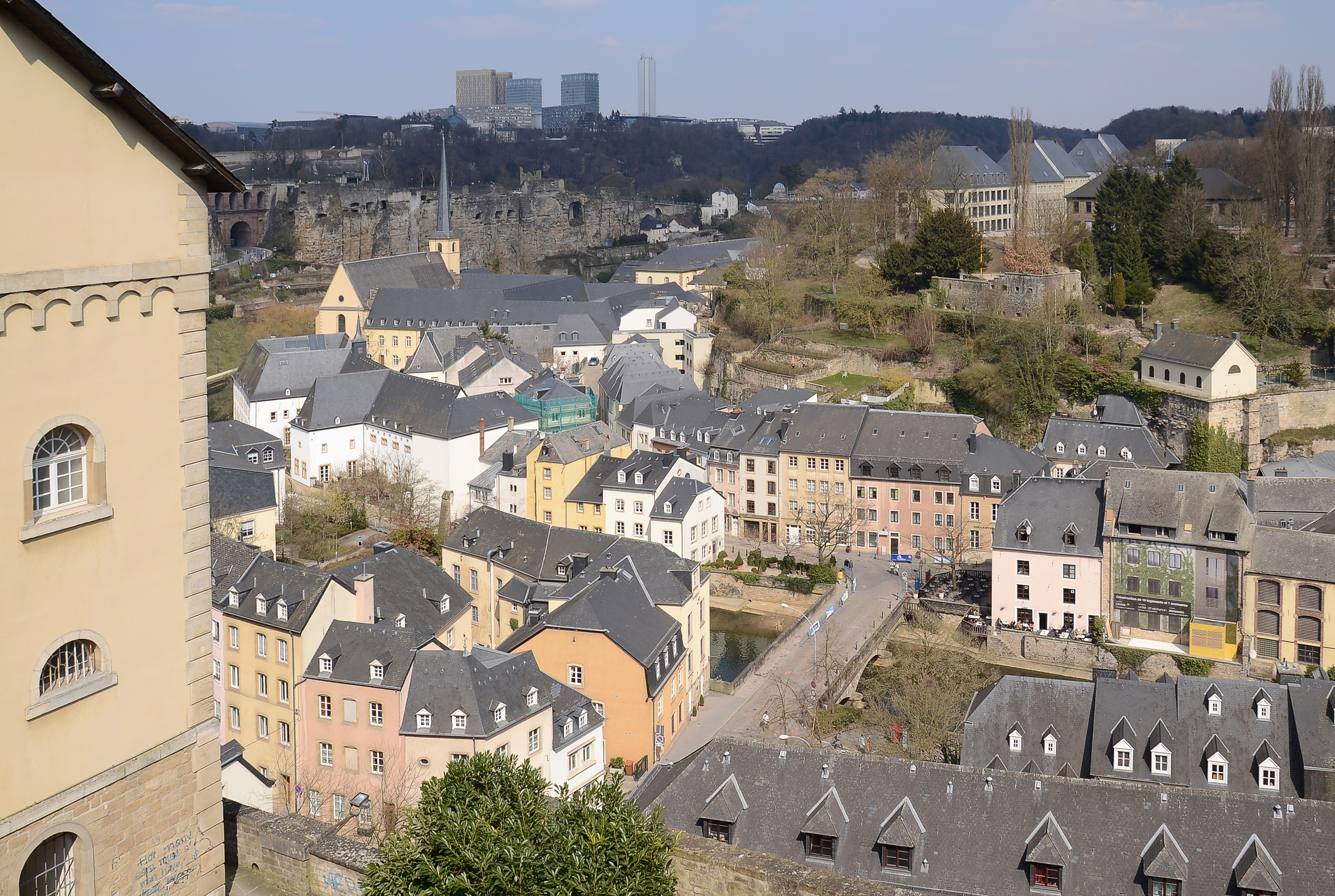
Vista dalla Ville-Haute